# 4665 Muinonen
4665 Muinonen је астероид главног астероидног појаса чија средња удаљеност од Сунца износи 2,968 астрономских јединица (АЈ).
Апсолутна магнитуда астероида је 12,4.